# Kaspersky Internet Security
Kaspersky Internet Security (KIS) ist eine Sicherheitssoftware des russischen Softwareherstellers Kaspersky Lab für Windows, macOS und Android.

## Funktionsumfang
Die aktuelle Version 2016 besitzt folgende Funktionen:
- Echtzeit-Schutz vor Viren und anderer Malware
- Firewall
- Schutz vor Identitätsdiebstahl durch virtuelle Tastatur und Anti-Phishing-Komponente
- Sicherer Browser für Online-Sicherheit
- Kindersicherung
- Spam- und Banner-Schutz
- Schwachstellen-Analyse des Betriebssystems und installierter Anwendungen
- System-Tuning für bessere Performance und höheres Schutzniveau
- Notfall-CD für System-Wiederherstellung nach Malware-Attacken
- Automatische, zeitgesteuerte Scans und Updates
- Cloud-Basierte Analyse und Überwachung von potenziellen Bedrohungen

Eine Besonderheit der Kaspersky-Produkte stellt die Möglichkeit des Scannens von verschlüsselten Webseiten dar, welche Daten abhörsicher über das HTTPS-Protokoll übertragen. Um dies zu gewährleisten, ersetzt das jeweilige Sicherheitsprodukt Kasperskys das bestehende Sicherheitszertifikat durch ein eigenes.

## Versionen
Für gewöhnlich wird jedes Jahr eine neue Version von Kaspersky Internet Security veröffentlicht, meist zur Jahresmitte.

### Security Suite CBE 11
Seit der Ausgabe 10/2008 gibt es in jeder Ausgabe der Zeitschrift Computer Bild (CD- oder DVD Version) eine speziell angepasste Version von Kaspersky Internet Security. Die Lizenz muss auf der Homepage des Magazins aktiviert werden, Kaspersky bewirbt diese Variante nicht gesondert.

### Internet Security 2010
Kaspersky Internet Security 2010 besitzt eine Sandbox zum sicheren Ausführen fremder Programme. Zudem schützt der URL Advisor den Benutzer vor gefährlichen Webseiten.

### Internet Security 2012
Mit Kaspersky Internet Security 2012 wurde die Zwei-Wege-Firewall und ein verbesserter Spam- und Phishing-Filter eingeführt. Sie läuft auf allen Windows-Versionen seit XP, unter der 64-Bit-Variante ist jedoch die sogenannte sichere Umgebung nicht nutzbar.

### Internet Security 2013
Im August 2012 wurde die neue Version 2013 vorgestellt. Diese führt eine Funktion namens Sicherer Zahlungsverkehr ein, welche den elektronischen Zahlungsverkehr sicherer machen soll.

### Internet Security 2014
Am 27. August 2013 wurde Kaspersky Internet Security 2014 veröffentlicht. Das GUI-Design der neuen Version wurde dem Windows 8-Look angepasst.

### Internet Security 2016
Am 20. Juli 2015 wurde Kaspersky Internet Security 2016 veröffentlicht. Das Programm wurde für Windows 10 optimiert.

### Internet Security 2017
Am 7. September 2016 erschien die Version 2017. Neben grafischen Verbesserungen kam die Neuerung Kaspersky Secure Connection hinzu, die einen verschlüsselten und überwachten WLAN-Zugang unterwegs erstellen kann. Unterstützt wird diese Zusatzsoftware von HotSpot Shield.

### Internet Security 2018
Am 30. August 2017 wurde Kaspersky Internet Security 2018 veröffentlicht.